# Gravity (film)
Pour les articles homonymes, voir Gravity.
Pour plus de détails, voir Fiche technique et Distribution.
Gravity, ou Gravité au Québec, est un film d'aventures spatiales américano-britannique écrit, produit, réalisé et monté par Alfonso Cuarón, sorti en 2013.
Le commandant de la navette spatiale américaine Explorer, Mathieu Kowalski (George Clooney), et l'astronaute scientifique Ryan Stone (Sandra Bullock), seuls survivants d'une mission spatiale destinée à réparer le télescope spatial Hubble, tentent de retourner sur Terre en regagnant d'abord la Station spatiale internationale.
En 2014, le film remporte sept Oscars dont celui de la meilleure réalisation pour Alfonso Cuarón.

## Synopsis
La navette spatiale Explorer effectue une mission de maintenance sur le télescope spatial Hubble (mission STS-157). Trois astronautes dans l'espace effectuent des travaux sur le télescope amarré dans la soute de la navette lorsque le centre spatial de Houston informe l'équipage qu'un satellite russe a été détruit par un missile, engendrant un nuage de débris spatiaux. De prime abord sans danger, les débris se multiplient par réaction en chaîne (syndrome de Kessler) et certains d'entre eux se dirigent droit vers les astronautes. Ceux-ci se préparent à réintégrer la navette spatiale. Trop tard : les débris sont proches d'eux. L'astronaute Ryan Stone, qui était amarrée au bras télécommandé de la navette, se trouve propulsée dans l'espace et, dans la panique, perd de vue la navette et ses collègues. Le commandant de la navette, Matt Kowalski, qui a également survécu et qui dispose, contrairement à sa collègue, d'un MMU lui permettant de se déplacer, parvient à la rejoindre. Il l'arrime à lui à l’aide d'un câble et, grâce à la propulsion de son MMU, l'emmène à sa suite jusqu'à la navette spatiale. Hélas, à bord, il n'y a pas d’autres survivants et les destructions l'ont rendue inutilisable.
Le seul espoir semble être la Station spatiale internationale, à 100 kilomètres de là. Matt espère regagner la Terre à bord d'un vaisseau Soyouz amarré à la station spatiale. Le parcours dans l'obscurité sidérale est l'occasion d'un échange entre les deux rescapés et Ryan confie à Matt comment elle a perdu sa fille au cours d'un banal accident. Depuis, elle est hantée par ce destin tragique. Presque à court d'oxygène, ils arrivent à la station spatiale, qui a également été ravagée par les débris spatiaux et que ses occupants ont déjà évacuée à l'aide d'un premier Soyouz. Ils constatent qu'il ne reste donc plus qu'un vaisseau Soyouz amarré, dont le parachute s'est déployé sans doute à la suite de l'impact des débris, ce qui le rend inutilisable pour un retour sur Terre. Ayant épuisé tout le carburant du MMU, les astronautes ne peuvent pas réduire leur vitesse trop importante par rapport à leur cible. Ils doivent donc tenter de se freiner en s'agrippant au passage aux divers composants de la station. Ryan réussit in extremis à se prendre les jambes dans les courroies du parachute. Matt, qui n'a pas eu cette chance, est seulement retenu par le câble qui le relie à Ryan. Il comprend que, s'il reste accroché à l'aide du câble, son inertie va les entraîner tous les deux dans le vide spatial. Aussi, en dépit des protestations de la jeune femme, préfère-t-il se détacher de sa collègue. Celle-ci, libérée, se retrouve attirée par la station. À la limite de l'asphyxie, car ayant épuisé sa réserve d'oxygène, elle parvient à pénétrer dans la station par un sas d'un des modules russes tandis que Matt par radio lui communique ses ultimes recommandations avant de disparaître dans l'espace.
Après avoir remis en pression le sas, s'être débarrassé de sa combinaison spatiale et avoir ouvert l'écoutille qui communique avec le reste de la station, elle se dirige vers le poste de télécommunications pour lancer des appels radios à son compagnon, qui restent sans réponse. Elle comprend qu'il doit être mort et se résigne à appeler le centre spatial de Houston, sans parvenir à le joindre. Un violent incendie se déclare à bord. Il lui faut s'enfuir dans le Soyouz de secours. Les flammes se propagent dans la structure, Ryan leur échappe. Une fois dans la capsule, elle se concentre sur le tableau de bord que surmonte une petite icône représentant saint Christophe, patron des voyageurs. En tâtonnant, elle déclenche la manœuvre de séparation. Malheureusement, les câbles du parachute retiennent le vaisseau à la station. Chaque nouvelle impulsion de ses moteurs l'expose au risque d'une collision. Ryan est obligée de sortir pour le détacher à la main. Bientôt survient à nouveau la vague de débris qui vient d'effectuer un tour complet de la planète. En quelques instants, toute la station spatiale est réduite en morceaux et vole en éclats dans une scène apocalyptique. Ryan, plaquée contre le Soyouz qui subit des dommages, en réchappe miraculeusement.
Il ne lui reste plus qu'à reprendre place dans le poste de pilotage. L'engin ne peut pas assurer son retour sur Terre puisqu'il a perdu son parachute. La seule solution est donc de tenter de rejoindre la station chinoise Tiangong. Heureusement, Ryan a été formée au pilotage du Soyouz. Elle découvre que le Soyouz a épuisé son carburant, sans doute dans les manœuvres effectuées pour échapper à la collision avec la station. Elle est condamnée à mort. Elle appelle encore Houston à l'aide, captant seulement les émissions d'une radio-amateur. Elle comprend qu'elle est en contact avec un Inuit du nom d'Aninquaaq. Ryan entend les chiens et les babillements d'un bébé qui, dans sa situation désespérée, lui font regretter les joies simples des Terriens ordinaires. Se sachant condamnée, elle se laisse mourir en fermant les arrivées d'oxygène de l'habitacle.
Elle entend alors un choc : c'est Matt qui frappe au hublot. Il actionne la poignée et pénètre dans le poste de pilotage, referme la porte et pressurise la cabine. Un dialogue s'engage. Matt suggère à Ryan d'utiliser les rétrofusées de freinage mises en œuvre immédiatement avant l'atterrissage pour remplacer les propulseurs inutilisables sans carburant. Ryan se retourne. Matt a disparu et elle réalise qu'il ne s'agissait que d'une hallucination. Elle reprend ses esprits et rouvre les vannes de l'oxygène. Elle actionne les commandes de séparation des deux éléments du vaisseau Soyouz liés au module de descente dans lequel elle se trouve, afin de permettre l'allumage des rétrofusées. Quelques minutes suffisent à l'astronaute pour rejoindre la station orbitale chinoise. Elle revêt son scaphandre et s'éjecte dans l'espace, alors que le vaisseau s'approche de la station Tiangong. Se propulsant au moyen d'un extincteur, elle se dirige vers la station spatiale chinoise et s’y accroche. Elle gagne le sas d'entrée. La station chinoise, qui a été également touchée par le nuage de débris, a perdu beaucoup d'altitude et  pénétre dans les couches denses de l'atmosphère. Elle entame une rentrée atmosphérique qui réchauffe les sections avant et imprime des secousses de plus en plus violentes à sa structure.
Aussitôt à bord, Ryan se dirige donc vers le vaisseau Shenzhou, amarré à la station. Alors que la station se désintégre, elle s'installe, se concentre sur les écrans ; toutes les légendes des commandes et des écrans sont en chinois. Heureusement, le vaisseau est d'une conception très proche du Soyouz et Ryan active le système et déclenche la séparation du vaisseau d'avec la station tandis que celle-ci commence à se désintégrer. Alors que la capsule pénètre dans l'atmosphère, elle échappe de peu aux débris enflammés. Le parachute se déploie, les rétrofusées entrent en action. Enfin, la capsule se pose dans un lac. Les liaisons radio avec Houston sont rétablies. Ryan, saine et sauve, n'est pas au bout de ses peines, car un feu électrique se déclare à bord. Il lui faut ouvrir l'écoutille.  Aussitôt l'eau s'engouffre dans l'habitacle. La capsule coule et se pose au fond du lac, heureusement peu profond. In extremis Ryan s'en extirpe. Encore lui faut-il se libérer de son lourd scaphandre. Elle rejoint alors la surface et regagne la rive à la nage. Elle prend conscience qu'elle est revenue à la vie. Elle ne dit qu'un mot : « Merci ».

## Fiche technique
- Titre original : Gravity
- Titre québécois : Gravité
- Réalisation : Alfonso Cuarón
- Scénario : Alfonso Cuarón, Jonás Cuarón et Rodrigo García
- Direction artistique : Andy Nicholson
- Décors : Mark Scruton
- Costumes : Jany Temime
- Photographie : Emmanuel Lubezki
- Montage : Alfonso Cuarón et Mark Sanger
- Musique : Steven Price
- Production : Alfonso Cuarón et David Heyman
- Sociétés de production : Heyday Films, Esperanto Filmoj, Reality Media et Warner Bros.
- Sociétés de distribution : Warner Bros. (États-Unis) et Universal Pictures (Royaume-Uni)
- Budget : 100 000 000 de dollars[1]
- Pays de production :  États-Unis et  Royaume-Uni
- Langue originale : anglais
- Format : couleur - ratio 2,39:1
- Genres : Action, drame, science-fiction, catastrophe et thriller
- Durée : 91 minutes[1]
- Dates de sortie : 
  - États-Unis : 4 octobre 2013
  - France : 23 octobre 2013

## Distribution
- Sandra Bullock (V. F. : Françoise Cadol ; V. Q. : Hélène Mondoux) : Dr Ryan Stone
- George Clooney (V. F. : Samuel Labarthe ; V. Q. : Daniel Picard) : Matt Kowalski
- Ed Harris (V. F. : Hervé Bellon ; V. Q. : Éric Gaudry) : Centre de contrôle de la Nasa (voix)
- Orto Ignatiussen (de) : Aningaaq (voix)
- Phaldut Sharma (V. F. : Asil Rais ; V. Q. : Gilbert Lachance) : Shariff (voix)
- Amy Warren (de) (V. F. : Pauline Larrieu ; V. Q. : Mélanie Laberge) : la capitaine de l'Explorer (voix)
- Basher Savage : le capitaine russe de la station spatiale (voix)

Source : Version québécoise (V. Q.) sur Doublage.qc.ca

## Production

### Choix des interprètes

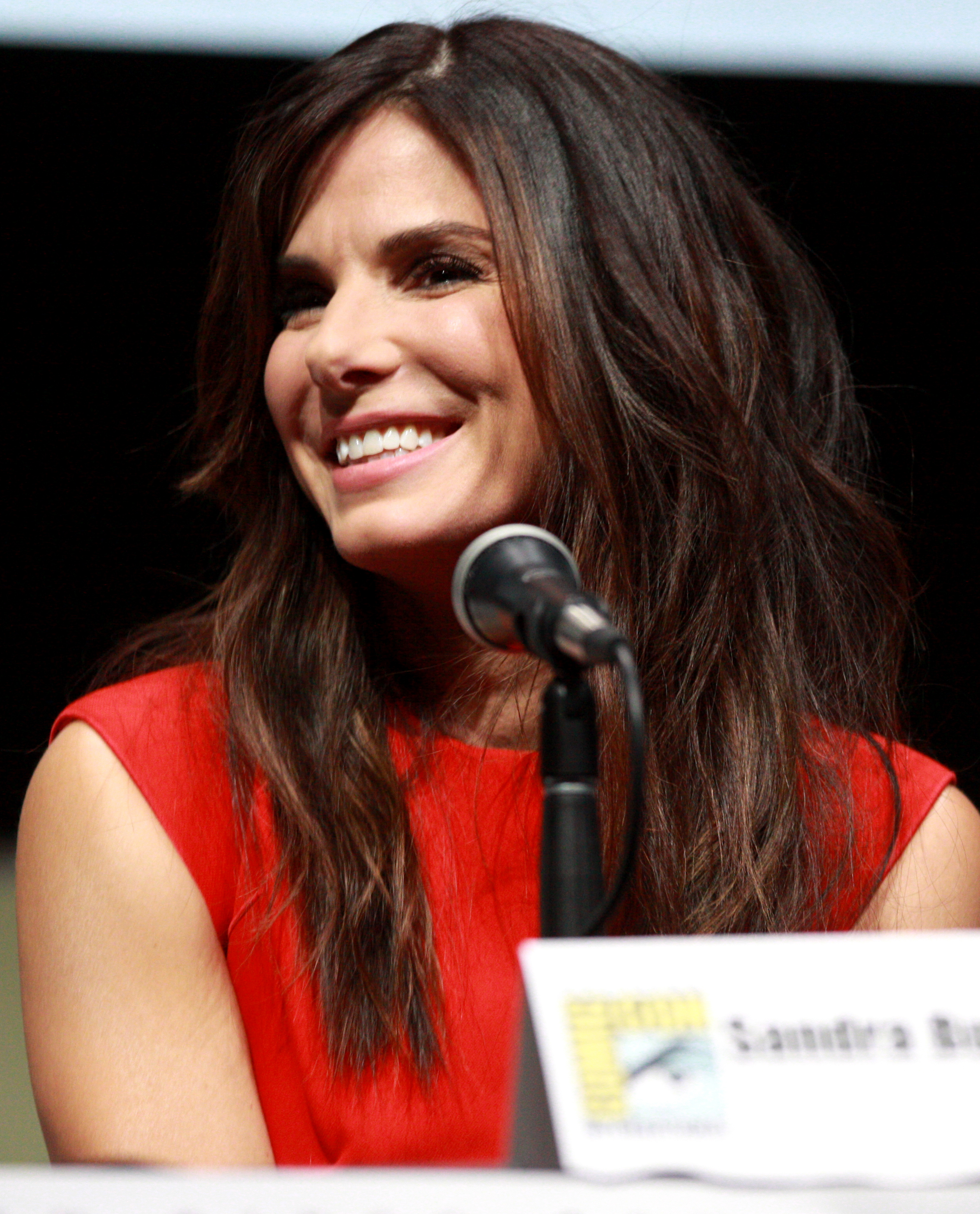
L'actrice principale Sandra Bullock pour la promotion du film au Comic-Con de San Diego 2013.

En février 2010, il est révélé qu'Angelina Jolie est en lice pour incarner l'unique survivante dans un film réalisé par Alfonso Cuarón. En mars 2010, il est annoncé que c'est finalement Robert Downey Jr. qui tiendra le rôle principal. En juillet 2010, Scarlett Johansson donne un accord verbal pour participer au film et donner la réplique à Robert Downey Jr. Cependant, un mois plus tard, il est révélé que Blake Lively est également envisagée pour le rôle. Finalement, en septembre 2010, le rôle est proposé à Natalie Portman. Après plusieurs mois d'incertitude, c'est finalement Sandra Bullock et George Clooney qui sont confirmés dans les rôles principaux en décembre 2010. Au Comic-Con 2013, quelques mois avant la sortie du film, le réalisateur revient sur le remplacement de Robert Downey Jr. par George Clooney : « Il était clair que la technologie utilisée pour tourner Gravity n’était pas la plus compatible avec le jeu de Robert. Il accapare la scène et improvise quasiment celle-ci. Vu la technologie que nous utilisons, ça le limitait. Il fallait qu’on "préprogramme" le film avant de tourner. »

### Tournage
Durant le tournage, Sandra Bullock confie au quotidien américain USA Today que « Alfonso Cuarón, prenant une brillante décision, a dit : « "Pas de maquillage". […] Nos vaniteuses petites têtes vont donner sur l'écran d'immenses images de plus de cinq mètres. Vous verrez les détails, parce que c'est filmé avec cette image numérique qui montre tout. C'est si effrayant. Il y a des scènes où vous vous dites, "là il faut lâcher prise, et laisser faire Dieu". Et, Dieu merci, il n'y a pas de scènes de nu. »

### Technique
Le choix du directeur de la photographie et du responsable des effets spéciaux a été d'opter pour un film entièrement en images de synthèse, avec incrustation des images des visages des acteurs. Seuls deux plans ont été filmés devant un écran vert.

### Court métrage
Un court-métrage appelé Aningaaq offre un point de vue terrestre de la scène où l'astronaute en perdition est en contact radio avec la Terre. Ce court-métrage, destiné à l'origine à figurer dans les bonus du DVD, a été présenté au Festival de Venise[source insuffisante]. Il a été réalisé par Jonás Cuarón, co-scénariste de Gravity et fils d'Alfonso Cuarón[source insuffisante].

## Musique
Toutes les chansons sont écrites et composées par Steven Price.
| No  | Titre           | Durée |
| --- | --------------- | ----- |
| 1.  | Above Earth     | 1:50  |
| 2.  | Debris          | 4:24  |
| 3.  | The Void        | 6:15  |
| 4.  | Atlantis        | 3:43  |
| 5.  | Don't Let Go    | 11:11 |
| 6.  | Airlock         | 1:57  |
| 7.  | ISS             | 2:53  |
| 8.  | Fire            | 2:57  |
| 9.  | Parachute       | 7:40  |
| 10. | In the Blind    | 3:07  |
| 11. | Aurora Borealis | 1:43  |
| 12. | Aningaaq        | 5:08  |
| 13. | Soyuz           | 1:43  |
| 14. | Tiangong        | 6:28  |
| 15. | Shenzou         | 6:11  |
| 16. | Gravity         | 4:35  |

## Accueil

### Accueil critique
Sur l'agrégateur américain Rotten Tomatoes, le film récolte 96 % d'opinions favorables pour 347 critiques. Sur Metacritic, il obtient une note moyenne de 96⁄100 pour 49 critiques.
En France, le site Allociné propose une note moyenne de 4,6⁄5 à partir de l'interprétation de critiques provenant de 29 titres de presse.

#### Critiques positives
- Cahiers du cinéma par Mathieu Macheret : « Le grand spectacle renoue ici avec des notions primitives de distance et de proximité, de coupe impossible et de plénitude du temps, qui ont toujours constitué le substrat du « réalisme » de l’expression cinématographique. »
- Première par Gérard Delorme : « La 3D a rarement été aussi justifiée et Cuarón en repousse les limites avec une virtuosité technique d'autant plus efficace qu'elle se fait totalement oublier. »
- Elle par Françoise Delbecq : « Gravity est un grand film, sa magie repose en grande partie sur l'utilisation de la 3D qui trouve enfin sa justification au cinéma et sur les grandes plages de silence qui rendent la solitude oppressante. »
- Libération par Didier Péron : « Blockbuster minimaliste signé du mexicain Cuarón, nouveau héros d’Hollywood. Le film dessine, à la manière d’un prototype rutilant, une perspective de cinéma immersif, à la 3D élégante et à la bande-son amniotique. »
- Rue89 par Eddy Chevalier : « On sait que Cuarón s’est battu pour imposer une femme à l’affiche de son film si viscéral. Car Hollywood n’en voulait pas. Au-delà des images sublimes d’un autre monde, de sa maestria technique et de son génie visuel, il réussit à faire du spectateur une femme – impossible, en effet, de ne pas s’identifier à Ryan, de ne pas se cramponner à son siège lorsqu’elle ne réussit pas à s’agripper ou d’avoir le souffle coupé lorsqu’elle suffoque. »
- Slate par Jean-Marie Pottier : « Le nom de l'astronaute charmeur et courageux interprété par George Clooney vous a peut-être tinté à l'oreille : Matt Kowalski. Kowalski (Stanley), c'est en effet aussi le nom du personnage interprété par Marlon Brando dans Un tramway nommé Désir, pièce écrite en 1947 par Tennessee Williams, montée au théâtre puis adaptée à l'écran quatre ans plus tard par Elia Kazan. »

#### Critiques négatives
- L'Express par Éric Libiot note le film « moyen » avec deux étoiles sur trois : « Une première heure magistrale, véritablement excitante et angoissante […] la dernière partie, sorte de conclusion facile en forme de scénario de série B qui fait retomber le soufflé. Ce côté vite conclu […][17]. »
- Télérama par Louis Guichard : « Alfonso Cuarón […] n'atteint ni la perfection géométrique, l'hermétisme sublime de 2001, l'Odyssée de l'espace (2001: A Space Odyssey) de Stanley Kubrick, ni le spiritualisme, la lancinante métaphysique de Solaris, d'Andreï Tarkovski. Rapporté à ces deux références, le scénario de Gravity est minuscule. »
- Les Inrockuptibles par Jacky Goldberg : « Précédé d’une rumeur dithyrambique, auréolé de son triomphe au box-office, ce survival en apesanteur déçoit[18]. »
- Le Huffington Post par Lauren Provost : le film Gravity devrait être rebaptisé Angular Momentum, explique Neil de Grasse Tyson faisant référence au « moment cinétique » (la tendance d'un objet en rotation à continuer sa rotation à moins qu'une force intervienne pour le ralentir ou le stopper)[réf. nécessaire].
- Des voix principalement anglo-saxonnes mais minoritaires qualifient le film de sexiste, car si le personnage principal est bien féminin, Sandra Bullock campe une femme affolée, peu expérimentée, traumatisée qui se tourne en permanence vers George Clooney pour un soutien, quitte à avoir finalement une hallucination salvatrice de son mentor décédé[19],[20],[21].

### Box-office
| Pays ou région    | Box-office        | Date d'arrêt du box-office | Nombre de semaines |
| ----------------- | ----------------- | -------------------------- | ------------------ |
| États-Unis Canada | 274 092 705 $,    | 8 mai 2014                 | 31                 |
| France            | 4 094 466 entrées | 1er avril 2014             | 23                 |
| Monde             | 723 192 705 $     | 25 août 2015               | -                  |

Le film a eu un large succès au box-office, se plaçant à la première place lors de sa sortie, devançant Tempête de boulettes géantes 2 et Players et récoltant plus de 55 000 000 de dollars pour son week-end d'ouverture aux États-Unis et au Canada réunis.
C'est le quatrième meilleur départ de tous les temps, pour un film sorti au mois d'octobre en Amérique du Nord, à la date du 4 octobre 2013.
En France, le film prend directement la première place du box-office avec près de 1,5 million d'entrées, avant d'être délogé la semaine suivante par Thor : Le Monde des ténèbres, ce qui lui permet toutefois de cumuler les deux millions d'entrées. Il revient en tête du box-office en troisième semaine avec un cumul de 3 millions d'entrées.

## Distinctions
| Récompense                                    | Date             | Catégorie | Résultat   |
| --------------------------------------------- | ---------------- | --- | ---------- |
| Oscars                                        | 2 mars 2014      | Meilleur réalisateur Meilleure musique de film Meilleure photographie Meilleur montage Meilleur design de son Meilleur mixage de son Meilleurs effets visuels | Lauréat    |
| Alliance of Women Film Journalists            | 19 décembre 2013 | Meilleure musique originale | Nomination |
| Awards Circuit Community Awards               | 28 février 2014  | Meilleure musique originale | Lauréat    |
| British Academy Film Awards                   | 16 février 2014  | Meilleure musique originale | Lauréat    |
| Broadcast Film Critics Association            | 16 janvier 2014  | Meilleure musique originale | Lauréat    |
| Central Ohio Film Critics Association         | 2 janvier 2014   | Meilleure musique originale | Runner-up  |
| Chicago Film Critics Association              | 13 décembre 2013 | Meilleure musique originale | Nomination |
| Denver Film Critics Society                   | 13 janvier 2014  | Meilleure musique originale | Lauréat    |
| Golden Globe Awards                           | 12 janvier 2014  | Meilleure musique originale | Nomination |
| Grammy Awards                                 | 8 février 2015   | Meilleure musique de film | Nomination |
| Houston Film Critics Society                  | 15 décembre 2013 | Meilleure musique originale | Lauréat    |
| San Diego Film Critics Society                | 11 décembre 2013 | Meilleure musique originale | Nomination |
| Satellite Awards                              | 23 février 2014  | Meilleure musique originale | Lauréat    |
| St. Louis Gateway Film Critics Association    | 16 décembre 2013 | Meilleure musique originale | Nomination |
| Washington D.C. Area Film Critics Association | 9 décembre 2013  | Meilleure musique originale | Nomination |

## Analyse

### Réalisme du film

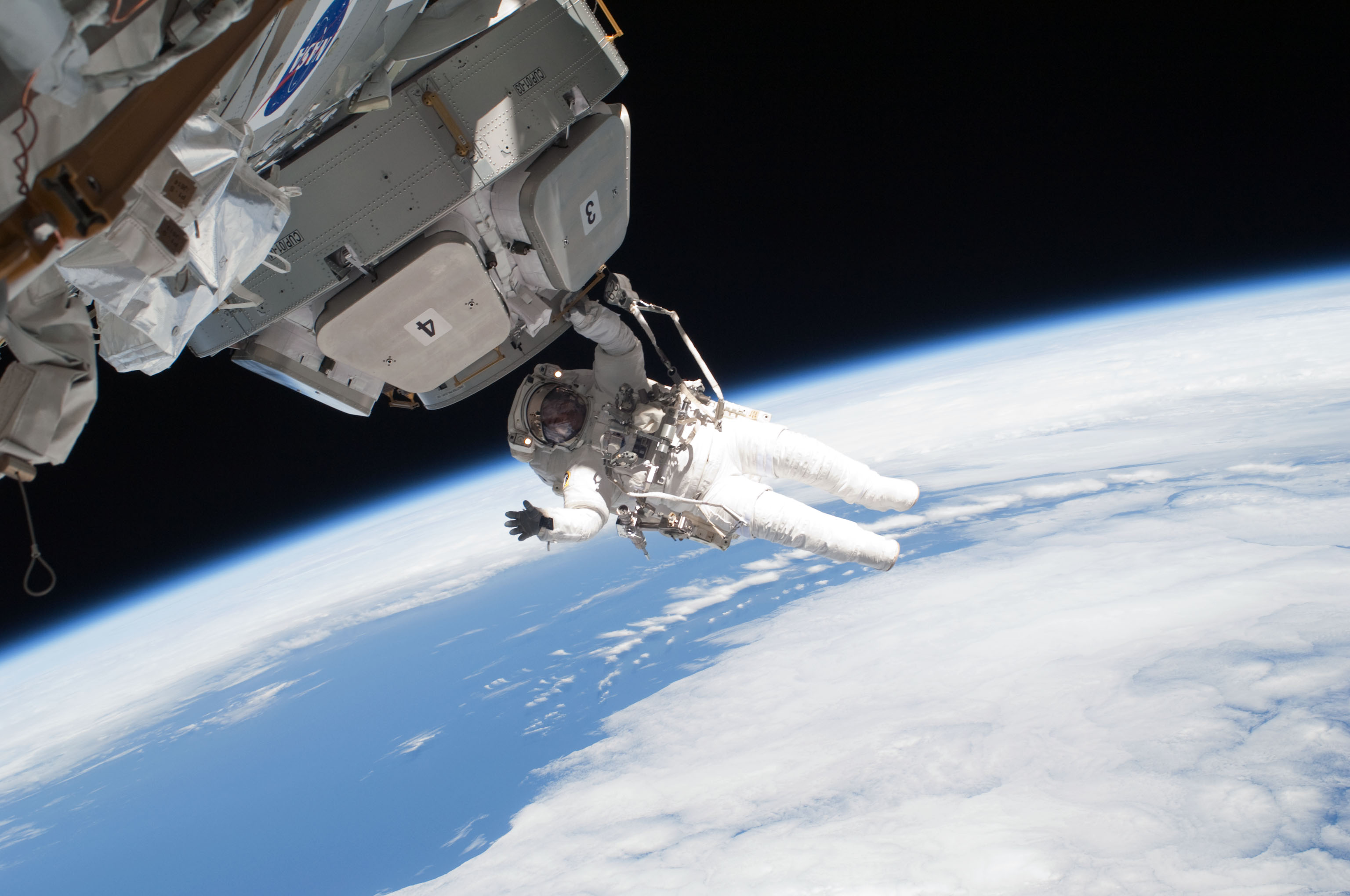
Un astronaute en sortie extravéhiculaire.

Les professionnels du monde spatial ont généralement loué le caractère réaliste des scènes du film et la représentation d'une grande fidélité des différents engins spatiaux. Néanmoins, plusieurs écarts par rapport à la réalité, que le metteur en scène assume, émaillent le film :
- Le docteur Ryan est un spécialiste de charge utile qui n'a suivi qu'un entraînement de 6 mois. Les astronautes de cette catégorie n'effectuent pas de sorties extravéhiculaires car la pratique de celle-ci nécessite un entraînement de plusieurs années. A fortiori, un spécialiste de charge utile n'est pas entraîné à piloter un vaisseau spatial[24] ;
- De manière réaliste, il faudrait plusieurs semaines voire des mois avant que des débris spatiaux même générés en masse viennent frapper précisément là où se trouve la navette spatiale[25] ;
- Les débris spatiaux circulent à une vitesse de plusieurs km/s, c'est-à-dire plus vite qu'une balle de fusil. Les astronautes ne pourraient voir s'approcher que ceux allant à une vitesse et dans un sens proche du leur[24];
- Le MMU dispose d'une faible quantité d'ergols (en fait de l'azote compressé qui est expulsé et qui par action et réaction permet à l'astronaute de se déplacer) ne lui permettant qu'un faible changement de vitesse (24 m/s). Sa capacité ne lui aurait pas permis d'amener les deux astronautes à la station spatiale circulant sur un plan orbital différent (inclinaison) et à une altitude différente[24],[26]. Même la navette spatiale américaine est incapable d'une telle manœuvre lorsqu'elle effectue une mission d'entretien du télescope spatial, faute de disposer de suffisamment d'ergols. Une manœuvre de ce type nécessite par ailleurs de disposer d'un ordinateur pour calculer les manœuvres à effectuer, car contrairement à ce que montre le film, une approche directe ne fonctionne pas. Le principe de la méthode pour rejoindre l'autre station consiste à rechercher la trajectoire optimale, donner une impulsion dans la direction appropriée, et à l'arrivée donner une impulsion de sens contraire, la trajectoire étant elliptique ;
- Les chocs violents subis à plusieurs reprises par les combinaisons spatiales des astronautes devraient entraîner une dépressurisation et la mort des astronautes[27] ;
- Lorsque Kowalski est retenu in extremis par le câble qui le relie à Ryan, elle-même est retenue par le câble du parachute à la station spatiale internationale, l'astronaute ne se déplace plus par rapport à sa collègue et celle-ci ne se déplace plus par rapport à la station spatiale. Dans ces conditions juste une petite force s'exerce sur Kowalski, due à la force de marée. Une fois largué il devrait rester sur place et il devrait pouvoir se déhaler doucement à l'aide du câble jusqu'à Ryan[24]. Pour quelqu'un qui a de simples notions de bases de physique, cette scène est invraisemblable, des solutions vraisemblables existaient, par exemple la rotation rapide de la station sur elle-même, alors qu'elle est représentée fixe par rapport à la terre dans la phase d'approche. Cependant, si on considère que Ryan et Kowalski sont encore en train de s'éloigner de la station mais freinés par la corde, alors effectivement, une fois Kowalski lâché, la corde devrait continuer à freiner Ryan mais plus Kowalski qui garderait donc sa vitesse et s'éloignerait de Ryan ;
- Sous sa combinaison spatiale, Ryan porte des sous-vêtements ordinaires. Or, les astronautes portent un sous-vêtement spécifique incorporant un réseau de tuyaux dans lequel circule de l'eau maintenue à température constante pour faire face aux violents contrastes de température (plusieurs centaines de degrés) qu'ils subissent dans l'espace et évacuer leur chaleur corporelle. Ryan devrait normalement avoir une couche-culotte imposée par la longueur des sorties extravéhiculaires[24] ;
- La station spatiale chinoise entame une rentrée atmosphérique parce qu'elle a été touchée par les débris spatiaux qui ont abaissé son altitude. En réalité, il faudrait plusieurs mois pour que des impacts massifs puissent produire ce résultat[24] ;
- Les vaisseaux de type Soyouz et Shenzou qui sont conçus pour se poser sur la Terre ferme disposent de capacité de flottaison pour le cas où ils se poseraient dans un lac ou un cours d'eau[24] ;
- Les sorties extravéhiculaires se déroulent à un rythme intensif. Il n'est pas question, comme dans le film, que deux des trois astronautes de la sortie disposent du moindre temps libre pour se livrer à des acrobaties dans l'espace ;
- Kowalski circule à grande vitesse près du télescope spatial. Cette manœuvre susceptible d'abîmer les panneaux solaires n'aurait pas été autorisée dans la réalité ;
- Le déplacement dans l'espace avec le MMU n'est pas intuitif et il est difficile de se déplacer à la vitesse à laquelle circule Kowalski autour du télescope spatial ;
- Alors que Ryan entame à bord du vaisseau chinois Shenzou la rentrée atmosphérique dans des conditions catastrophiques, son casque flotte en apesanteur dans la cabine. Durant cette phase du vol, la capsule subit une forte décélération (le démantèlement progressif de la station chinoise et la température extérieure élevée en sont d'autres indices) et Ryan comme son casque devraient être plaqués contre la paroi du vaisseau ;
- Le télescope spatial Hubble et la Station spatiale internationale ne se trouvent pas sur le même plan orbital : l'inclinaison des deux plans est respectivement de 28°5 et 51,63°. Les orbites décrites se croisent rarement (et dans ce cas avec un écart d'altitude d'environ 200 km) mais surtout l'angle que font les vecteurs vitesse des engins est d'environ 23°. Les deux engins spatiaux après s'être croisés s'éloignent l'un de l'autre à environ 28 000 km/h × sinus (23°) soit très approximativement à une vitesse 12 000 km/h. C'est le différentiel de vitesse qu'auraient dû combler les deux héros du film pour atteindre la station spatiale durant l'instant très fugace où celle-ci aurait été à leur portée.

### Scène d'atterrissage
Au même endroit où le premier opus de La Planète des Singes (1968) a été tourné, la scène finale terrestre de Gravity a été filmée au lac Powell, en Arizona. Mais de la végétation a ensuite été ajoutée en images de synthèse sur les berges arides du lac, ce qui rend le lieu méconnaissable. La capsule Soyouz semble faire son entrée dans l'atmosphère terrestre au-dessus de la mer Caspienne, ce qui accrédite donc la thèse que Ryan aurait, de façon réaliste, atterri quelque part en Asie Centrale, peut-être au lac Aydar en Ouzbékistan.